# Старое Радча
Старое Радча — агрогородок (с 2008 года) в Круглянском сельсовете Круглянского района Могилёвской области Белоруссии.

## Географическое положение
Агрогородок Старое Радча расположен на территории Круглянского сельского Совета, на землях сельскохозяйственного кооператива «Друть», в 5 километрах севернее городского посёлка Круглое, в 83 километрах от Могилёва, в 14 километрах от железнодорожной станции Толочин (линии Орша—Минск).
Севернее населённого пункта протекает река Гнилка (приток реки Друть). Через агрогородок проходит автодорога Круглое—Толочин.

### Внутреннее деление
Состоит из 5 улиц:
- Южная (построена в 2008 году)
- Городская
- Юбилейная
- Молодежная
- Набережная

и переулка:
- Набережный

## Инфраструктура
В Старое Радче имеется административное здание сельскохозяйственного кооператива «Друть», сельский клуб, библиотека, магазин и кафетерий на 20 посадочных мест(больше не работает), детский сад, отделение почтовой связи, комплексно-приёмный пункт.

## История
Первое упоминание деревни из рукописных источников относится к XVI веку. Тогда населённый пункт входил в состав Оршанского повета Речи Посполитой. После первого раздела Речи Посполитой (1772) оказалась на территории земель княгини Е. Р. Дашковой. В Отечественную войну 1812 года населённый пункт был практически полностью разрушен французскими войсками. В последующие годы в деревне функционировала деревянная церковь.
В ноябре 1917 года в деревне установилась советская власть. На май 1931 года в населённом пункте насчитывалось 22 хозяйства. В деревне был организован колхоз «Пролетарий», куда также входила одниоменная деревня. В годы Великой Отечественной войны с 1941 по 1944 годы деревня была оккупирована немецко-фашистскими войсками. Некоторые жители Старое Радчи входили в подпольную партийно-комсомольскую организацию «ОБЗОР», действовавшей на территории Круглянского района.
В центре агрогородка установлен памятник воинам-землякам, погибшим в годы Великой Отечественной войны.